# Liste der Monuments historiques in Courtieux
Die Liste der Monuments historiques in Courtieux führt die Monuments historiques in der französischen Gemeinde Courtieux auf.

## Liste der Bauwerke
| Bezeichnung         | Beschreibung                          | Standort | Kennzeichnung | Schutzstatus | Datum | Bild           |
| ------------------- | ------------------------------------- | -------- | ------------- | ------------ | ----- | -------------- |
| Manoir de Courtieux | Herrenhaus, erbaut im 16. Jahrhundert |          | PA60000054    | Inscrit      | 2003  |                |
| Kirche Notre-Dame   | Erbaut im 12. Jahrhundert             |          | PA00114649    | Inscrit      | 1927  | weitere Bilder |